# Илия Мунин
Илия Мунин е български футболист, състезател на Верея (Стара Загора). Мунин е бивш младежки национал на България, играе като десен краен бранител.

## Кариера
Роден в Добринище, Мунин започва да тренира футбол в Пирин (Благоевград). Впоследствие е привлечен в школата на Левски (София). На 19 години не получава предложение за професионален договор от Левски и преминава като свободен агент в Любимец 2007, където изиграва 25 мача за година и половина.
В началото на декември 2013 г. Мунин се присъединява към Берое (Стара Загора), а на 12 декември официално подписва договор с клуба. Той обаче не успява да се наложи в титулярния състав на Берое и за една година записва едва 11 мача.
През януари 2015 г. Мунин е освободен от Берое и подписва договор като свободен агент с Литекс (Ловеч).